# Armando Sadiku
Armando Sadiku, né le 27 mai 1991 à Elbasan est un footballeur international albanais qui évolue au poste d'attaquant au Mohun Bagan Super Giant.

## Biographie

### En club

#### Turbina Cërrik (2007-2009)
Il sa carrière junior et commence son parcours pro aussi au Turbina Cërrik.

#### Gramozi Ersekë (2009-2010)
Il reste ensuite 1 année au Gramozi Ersekë, autre club albanais.

#### KS Elbasabi (2010-2011)
Il rejoint ensuite le KS Elbasabi pour 1 année.

#### FC Lugano (2012-2013)
Il inscrit 19 buts en deuxième division suisse lors de la saison 2011-2012, puis 20 buts dans ce même championnat lors de la saison 2012-2013, ce qui fait de lui, à deux reprises, le meilleur buteur de la Challenge League. Le 21 avril 2012, il inscrit un triplé dans ce championnat, contre le club de Delémont.

#### FC Zurich (2014-2017)
Il participe à la Ligue Europa avec le club du FC Zurich. Lors de cette compétition, il inscrit un but sur la pelouse de l'équipe espagnole de Villareal en septembre 2016.

##### Prêt au FC Vaduz (2016)
Il est prêté en 2016 par le FC Zurich au FC Vaduz pour quelques mois.

##### Prêt au FC Lugano (2017)
Il est ensuite prêté au FC Lugano.

#### Legia Varsovie (2017-2018)
En 2017, il signe au Legia Varsovie qui se situe dans la Capitale polonaise du même nom : Varsovie. Où il reste 1 saison.

#### Levante UD (2018-2020)
En 2018, il signe en Espagne au Levante UD, il y restera 2 ans mais il n'a pas beaucoup de temps de jeu.
Il quitte le club en 2020.

##### Retour en prêt au FC Lugano (2019)
En 2019, il retourne au FC Lugano pour un prêt de quelques mois.

##### Prêt au Malaga CF (2019-2020)
Il est ensuite prêté au Malaga CF, il restera 1 année.

#### BB Erzurumspor (2020-2021)
Il signe en 2020 dans le club turc le BB Erzurumspor pour 1 an.

#### Club Bolivar (2021)
Il signe au Club Bolivar, club bolivien pour quelques mois.

#### UD Las Palmas (depuis 2021)
En juillet 2021, il retourne en Europe et plus précisément en Espagne au UD Las Palmas qui évolue La Liga 2. Il a signé jusqu'en juin 2022.

### En sélection
Armando Sadiku est convoqué pour la première fois par le sélectionneur national Gianni De Biasi, pour un match amical face à la Géorgie le 29 février 2012. Il entre en jeu à la place d'Edgar Çani, à la 82e minute de jeu. 
Il inscrit son premier but avec l'équipe nationale albanaise le 7 septembre 2012 face à Chypre lors d'un match des éliminatoires du mondial 2014 (victoire 3-1). Il marque ensuite un but le 11 octobre 2015, contre l'Arménie, lors des éliminatoires de l'Euro 2016.
Lors de l'année 2016, il inscrit trois buts, contre le Luxembourg, le Qatar, et l'Ukraine. Il s'agit de trois matchs amicaux. Il participe dans la foulée au championnat d'Europe organisé en France. Lors de cette compétition, il joue trois matchs. Il inscrit un but contre la Roumanie à Lyon. Par la suite, le 5 septembre 2016, il inscrit un but contre la Macédoine, lors des qualifications pour le mondial 2018.

## Palmarès
- Vainqueur de la Coupe de Suisse en 2014 avec le FC Zurich
- Meilleur buteur du championnat de Suisse de deuxième division lors des saisons 2011-2012 (19 buts) et 2012-2013 (20 buts)

## Statistiques détaillées

### Buts internationaux
|    | Date             | Lieu                                                | Adversaire | Score | Résultat | Compétition                       |
| -- | ---------------- | --------------------------------------------------- | ---------- | ----- | -------- | --------------------------------- |
| 1. | 7 septembre 2012 | Stade Qemal-Stafa, Tirana (Albanie)                 | Chypre     | 1 - 0 | 3 - 1    | Éliminatoires Coupe du monde 2014 |
| 2. | 11 octobre 2015  | Stade Républicain Vazgen-Sargsian, Erevan (Arménie) | Arménie    | 3 - 0 | 3 - 0    | Éliminatoires Euro 2016           |
| 3. | 29 mars 2016     | Stade Josy Barthel, Luxembourg (Luxembourg)         | Luxembourg | 1 - 0 | 2 - 0    | Match Amical                      |
| 4. | 29 mai 2016      | Stadion Hartberg, Hartberg (Autriche)               | Qatar      | 3 - 1 | 3 - 1    | Match Amical                      |
| 5. | 3 juin 2016      | Stadio Atleti Azzurri d'Italia, Bergame (Italie)    | Ukraine    | 1 - 1 | 1 - 3    | Match Amical                      |
| 6. | 19 juin 2016     | Parc Olympique lyonnais, Lyon (France)              | Roumanie   | 1 - 0 | 1 - 0    | Euro 2016                         |